# Meinolf Finke
Meinolf Finke (* 14. August 1963 in Arnsberg, Westfalen) ist ein deutscher Dichter.

## Leben und Werk
Meinolf Finke wurde 1963 im westfälischen Arnsberg geboren. Nach seinem Abitur am Gymnasium Laurentianum Arnsberg, dem folgenden Wehrdienst und einer Ausbildung zum Bankkaufmann begann er 1987 ein Studium der Betriebswirtschaftslehre an der Universität Bamberg, das er 1992 mit dem akademischen Grad des Diplom-Kaufmanns abschloss. Dem Studium folgten Sprachaufenthalte in Frankreich und Italien. Seit 1993 arbeitet er im Rheinland im Bereich der Steuerberatung und der Wirtschaftsprüfung.
Neben seiner beruflichen Tätigkeit im kaufmännischen Bereich entwickelte Finke sein Talent in der schreibenden Zunft, bevorzugt in der Dichtung. Seine erste Veröffentlichung stammt aus dem Jahre 2006, wo er mit Gedichten in der Lyrik-Anthologie „Die Jahreszeiten der Liebe“ vertreten war.  Im März 2014 erschien sein erster eigener Gedichtband Zauberwelten in der Reihe 100 Gedichte im Martin Werhand Verlag. Seine zweite Lyrikpublikation folgte im November 2015 unter dem Titel Lichtgestöber in der Reihe 100 Sonette im selben Verlag. Sein dritter Gedichtband wurde im Dezember 2016 in der Lyrik-Reihe 50 Sonette unter dem Titel Wintersonne publiziert. Im September 2017 erschien unter dem Titel Goldregenzeit ein weiterer Finke-Titel in der Lyrik-Reihe 50 Sonette. Im Dezember 2019 wurde in der Reihe 250 Gedichte im MWV unter dem Titel Blütenlese ein Best-of-Band mit Finkes Gedichten herausgegeben. Die Lyrik von Meinolf Finke ist gekennzeichnet durch eine klassische überwiegend romantische Dichtung, so schreibt er häufig im traditionellen Sonett-Stil eines August Graf von Platen.
Meinolf Finke lebt und arbeitet in Bonn.

## Einzelbände
- Zauberwelten. 100 Gedichte. Martin Werhand Verlag, Melsbach 2014, ISBN 978-3-943910-03-2.
- Lichtgestöber. 100 Sonette. Martin Werhand Verlag, Melsbach 2015, ISBN 978-3-943910-04-9.
- Wintersonne. 50 Sonette. Martin Werhand Verlag, Melsbach 2016, ISBN 978-3-943910-34-6.
- Goldregenzeit. 50 Sonette. Martin Werhand Verlag, Melsbach 2017, ISBN 978-3-943910-59-9.
- Blütenlese. 250 Gedichte. Martin Werhand Verlag, Melsbach 2019, ISBN 978-3-943910-37-7.

## Anthologien
- Die Jahreszeiten der Liebe. Lyrik-Anthologie, Martin Werhand Verlag, Melsbach 2006, ISBN 3-9806390-4-5.